# Maarten Schops
Maarten Schops (Leuven, 3 april 1976) is een voormalige Belgisch voetballer. Tegenwoordig is hij trainer. In 2016 staat hij onder contract bij TuS Sulingen. Als voetballer kwam hij onder meer uit voor Roda JC, RKC Waalwijk en FC Zwolle. Hij was een middenvelder. Hij maakte deel uit van de selectie van FC Den Bosch, die in het seizoen 2003/04 onder leiding van trainer-coach Gert Kruys rechtstreekse promotie wist af te dwingen naar de eredivisie. 

## Statistieken
| Seizoen | Club               | Land      | Competitie                  | Wed. | Goals |
| ------- | ------------------ | --------- | --------------------------- | ---- | ----- |
| 1993/94 | Lommel SK          | België    | Eerste klasse               | 2    | 0     |
| 1994/95 | Lommel SK          | België    | Eerste klasse               | 8    | 0     |
| 1995/96 | Lommel SK          | België    | Eerste klasse               | 24   | 0     |
| 1996/97 | Roda JC            | Nederland | Eredivisie                  | 21   | 2     |
| 1997/98 | Roda JC            | Nederland | Eredivisie                  | 14   | 0     |
| 1997/98 | → RKC Waalwijk     | Nederland | Eredivisie                  | 9    | 3     |
| 1998/99 | RKC Waalwijk       | Nederland | Eredivisie                  | 30   | 2     |
| 1999/00 | RKC Waalwijk       | Nederland | Eredivisie                  | 26   | 3     |
| 2000/01 | RKC Waalwijk       | Nederland | Eredivisie                  | 0    | 0     |
| 2000/01 | RBC Roosendaal     | Nederland | Eredivisie                  | 22   | 0     |
| 2001/02 | RKC Waalwijk       | Nederland | Eredivisie                  | 0    | 0     |
| 2002/03 | FC Zwolle          | Nederland | Eredivisie                  | 19   | 1     |
| 2003/04 | FC Den Bosch       | Nederland | Eerste divisie              | 18   | 0     |
| 2004/05 | Verbroedering Geel | België    | Tweede klasse               | 31   | 1     |
| 2005/06 | BV Cloppenburg     | Duitsland | Oberliga Nord               | 33   | 3     |
| 2006/07 | BV Cloppenburg     | Duitsland | Oberliga Nord               | 30   | 4     |
| 2007/08 | BV Cloppenburg     | Duitsland | Oberliga Nord               | 31   | 3     |
| 2008/09 | BV Cloppenburg     | Duitsland | Regionalliga West           | 31   | 3     |
| 2009/10 | BSV Rehden         | Duitsland | Oberliga Niedersachsen West | 24   | 1     |
| Totaal  | Totaal             | Totaal    | Totaal                      | 373  | 26    |

## Erelijst
Roda JC
- KNVB beker

1997